# Theo van Welderen Rengers

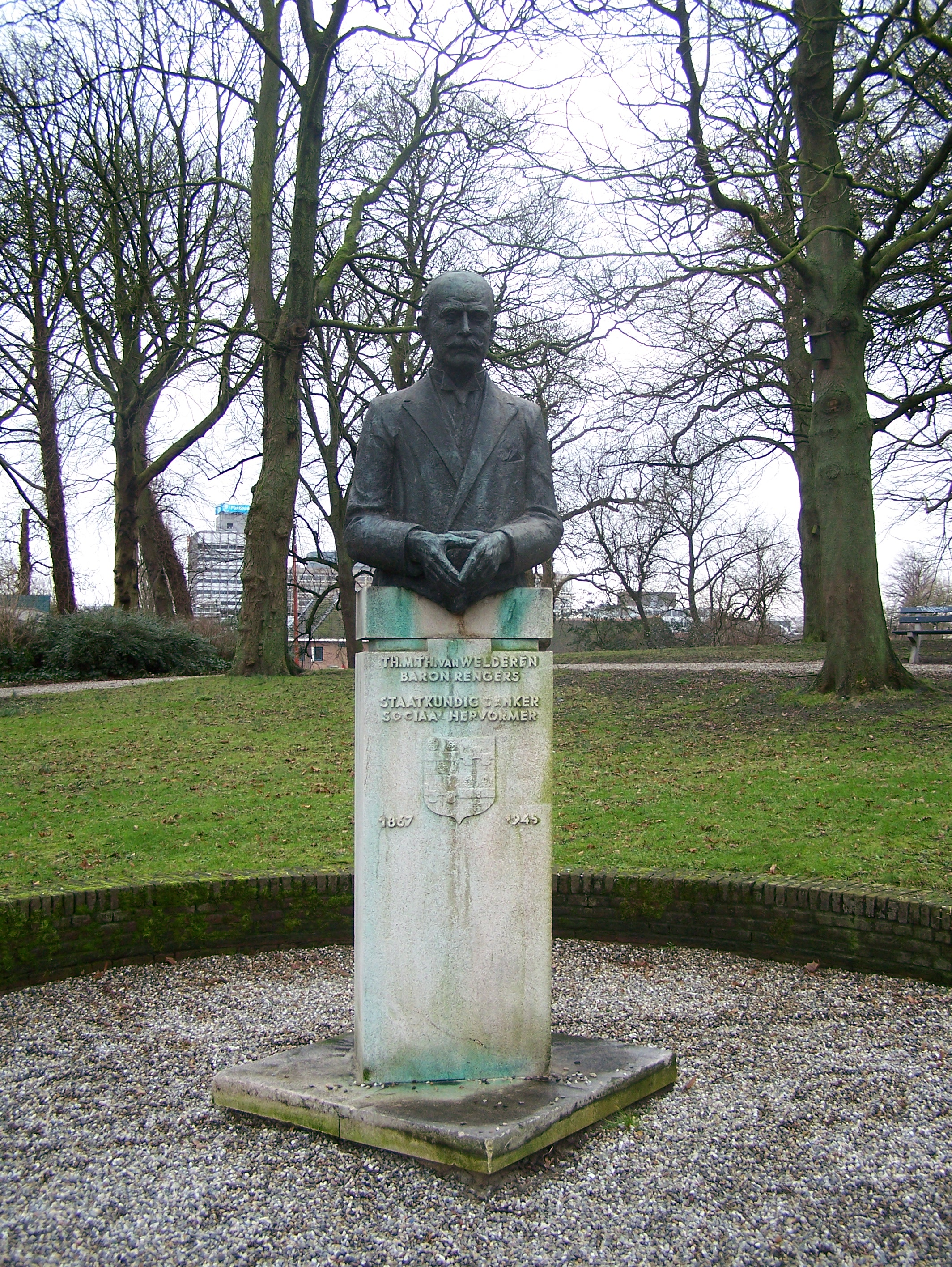
Buste van Van Welderen Rengers

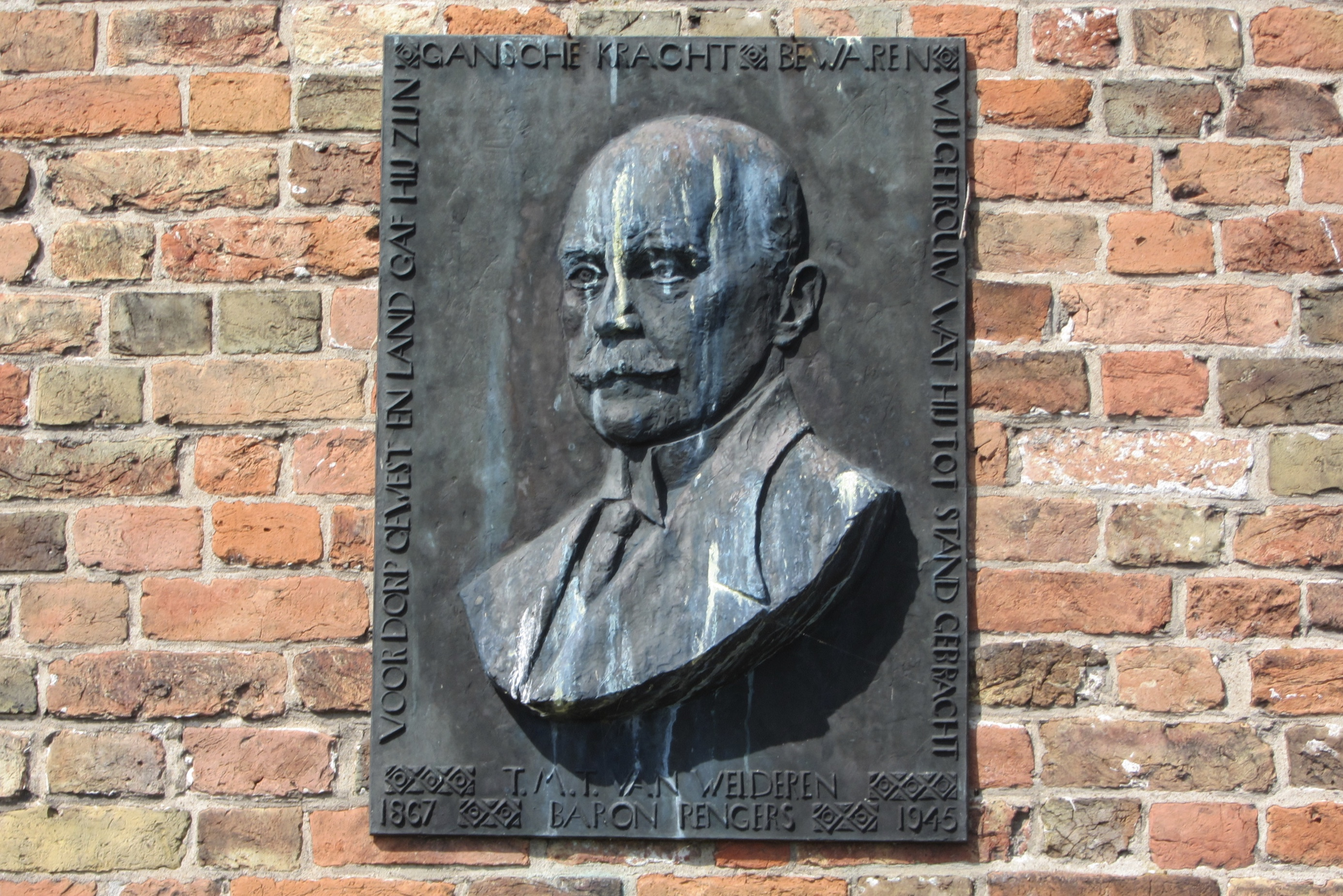
Plaquette op gevel Mariakerk te Oenkerk

Theodorus Marius Theresius (Theo) van Welderen baron Rengers (Leeuwarden, 9 januari 1867 - Leeuwarden, 15 juli 1945) was een Nederlands liberaal politicus.

## Familie
Rengers was een telg uit het geslacht Rengers en een zoon van de Leeuwarder burgemeester, Eerste en Tweede Kamerlid Wilco Julius van Welderen baron Rengers (1835-1916) en Catharina Theresia Looxma (1842-1911). Hij bleef ongehuwd. Zijn broer Age Johan Looxma van Welderen baron Rengers (1875-1947) was onder andere burgemeester van Menaldumadeel, een andere broer, dr. Johan Edzart van Welderen baron Rengers (1877-1963), was onder andere Eerste Kamerlid.

## Loopbaan
Hij was candidaat in de rechten in Leiden, maar maakte om gezondheidsredenen zijn studie niet af. Hij was lid van de Provinciale Staten (1899-1914, 1917-1930) en Gedeputeerde Staten (1901-1914, 1917-1923) van Friesland. Van 1914-1916 was hij lid van de Eerste Kamer der Staten-Generaal. Hij zette zich onder meer in voor de afsluiting van de Zuiderzee en de ruilverkaveling op Ameland.
Vanaf 1895 woonde Van Welderen Rengers op de Heemstra State in Oenkerk. In 1930 verliet hij de actieve politiek en vestigde zich in Den Haag. Hij werd door koningin Wilhelmina in 1920 benoemd tot kamerheer in buitengewone dienst. Van Welderen Rengers was Ridder in de Orde van de Nederlandse Leeuw en werd ter gelegenheid van zijn 70e verjaardag in 1937 benoemd tot Commandeur in de Orde van Oranje-Nassau.
Aan de gevel van de Mariakerk in Oenkerk werd in 1947 een plaquette met de beeltenis van Van Welderen Rengers aangebracht, gemaakt door Nina Baanders-Kessler. Het initiatief hiervoor was genomen door de 50-jarige Bond van Coöperatieve Zuivelfabrieken, waarvan hij een van de oprichters was. In de Westerplantage te Leeuwarden werd tien jaar na zijn overlijden een buste van Van Welderen Rengers geplaatst. Het beeld, gemaakt door Hildo Krop, werd op 21 september 1955 onthuld door Pieter Sjoerds Gerbrandy.